# Семенов Володимир Сергійович
Володимир Сергійович Семенов (21 грудня 1924, Золотоноша, Полтавська губернія, Українська РСР — 14 жовтня 2004) — радянський і український вчений-правознавець і громадський діяч, кандидат юридичних наук (1951), професор (1994).
Учасник Німецько-радянської війни. Професор кафедри міжнародного права Національної юридичної академії України імені Ярослава Мудрого (1994—2004). Заслужений працівник культури Української РСР (1987).

## Життєпис
Володимир Семенов народився 21 грудня 1924 року в місті Золотоноша Полтавської губернії (тепер Черкаська область Україна). З 1942 по 1943 рік служив розвідником у 799-му артилерійському полку, брав участь у боях Німецько-радянської війни на Ленінградському фронті.
Вищу освіту Семенов здобув у Харківському юридичному інституті (ХЮІ), який закінчив у 1947 році, після чого до 1950 року продовжував вчитися в аспірантура цього вишу. По закінченню аспірантури, Володимир Сергійович зайнявся викладацькою діяльністю, з 1951 року обіймав посаду старшого викладача в Харківському державному університеті імені О. М. Горького, а з 1956 по 1960 рік був доцентом у Харківській вищій партійній школі.
У 1960 році Володимир Семенов повернувся до ХЮІ, де став доцентом на кафедрі міжнародного права, а з 1994 року обіймав посаду професора цієї ж кафедри Української юридичної академії (до 1991 року, з 1995 року Національна юридична академія України імені Ярослава Мудрого). Продовжував працювати в цьому виші аж до 2004 року.
Володимир Сергійович Семенов помер 14 жовтня 2004 року.

## Наукова та громадська діяльність
Володимир Сергійович Семенов займався вивченням таких питань міжнародного права, як: миротворчі операції ООН, право міжнародної безпеки, міжнародна боротьба зі злочинністю. Також займався вивченням проблеми статусу національних меншин у сучасній правовій державі. У 1951 році Семенов захистив дисертацію на здобуття наукового ступеня кандидата юридичних наук за темою «Боротьба СРСР за строге дотримання принципу невтручання, проти імперіалістичної інтервенції». Науковим керівником цієї роботи став академік Володимир Корецький, а офіційними опонентами на захисті — професор В. М. Дурдиневский і доцент А. Й. Полторак. У 1994 році йому було надане вчене звання професора.
Брав участь у підготовці вчених, став науковим керівником для восьми здобувачів наукового ступеня кандидата юридичних наук. У 1960 році Семенов став науковим керівником студентського наукового гуртка при кафедрі міжнародного права ХЮІ, також був співзасновником студентського наукового товариства ХЮІ.
З 1950 по 1990 рік входив до складу виконавчого комітету Радянської асоціації міжнародного права, з 1989 року був головою Харківського обласного товариства захисту миру, з 1993 року був членом Президії президентської Ради Української асоціації міжнародного права. У 1970 році Володимиром Семеновим був розроблений проєкт договору «Захист зовнішнього середовища під час збройних конфліктів».
Володимир Сергійович став автором, або співавтором більш ніж 120 публікацій, основними серед яких є «Міжнародне право» (1971, співавтор підручника), «Международное право» (укр. Міжнародне право; 1974, співавтор підручника), «Вооруженные силы ООН. Практика применения» (укр. Збройні сили ООН. Практика застосування; 1976, монографія), «Основные задания и принципы внешней политики СССР» (укр. Основні завдання та принципи зовнішньої політики СРСР; 1978), «Разоружение — неотложная потребность времени» (укр. Роззброєння — невідкладна потреба часу; 1981, монографія), «Міжнародно-правові аспекти Конституції України» (1997) і «Права людини» (1997, співавтор підручника).

## Нагороди
- орден Вітчизняної війни II ступеня (6 квітня 1985)[5]
- орден «За мужність» III ступеня[5]
- медаль «За оборону Ленінграда»[5]
- медаль «За трудову доблесть»[5]
- «Заслужений працівник культури Української РСР» (1987)[5].